# Gajapati
Gajapati är ett distrikt i Indien.   Det ligger i delstaten Odisha, i den sydöstra delen av landet, 1 300 km sydost om huvudstaden New Delhi. Antalet invånare är 577 817.